# Hiitola
Hiitola nella mitologia finlandese è la residenza di uno spirito maligno delle acque, delle foreste e delle colline chiamato Hiisi.
Nei canti e nel Kalevala viene descritta come una fredda regione desolata composta da nude lande e colli riarsi, sita all'interno del territorio dei Lapponi e non distante dalla terra di Pohjola.  

Nella stessa opera (il Kalevala), questo luogo viene citato per la prima volta nel canto XIV, ma già nel precedente canto ne viene data una descrizione indiretta quando parla del tentativo di Lemminkäinen di catturare l'alce di Hiisi.
Nella geografia moderna vi sono tracce che possono localizzare il luogo nella Carelia in quanto la regione del Khytola se definita in lingua finlandese assume il nome di Hiitola e detta regione corrisponde ad una zona careliana situata nel distretto nordoccidentale del Lakhdenpokhsky.